# 圖申斯基劇場

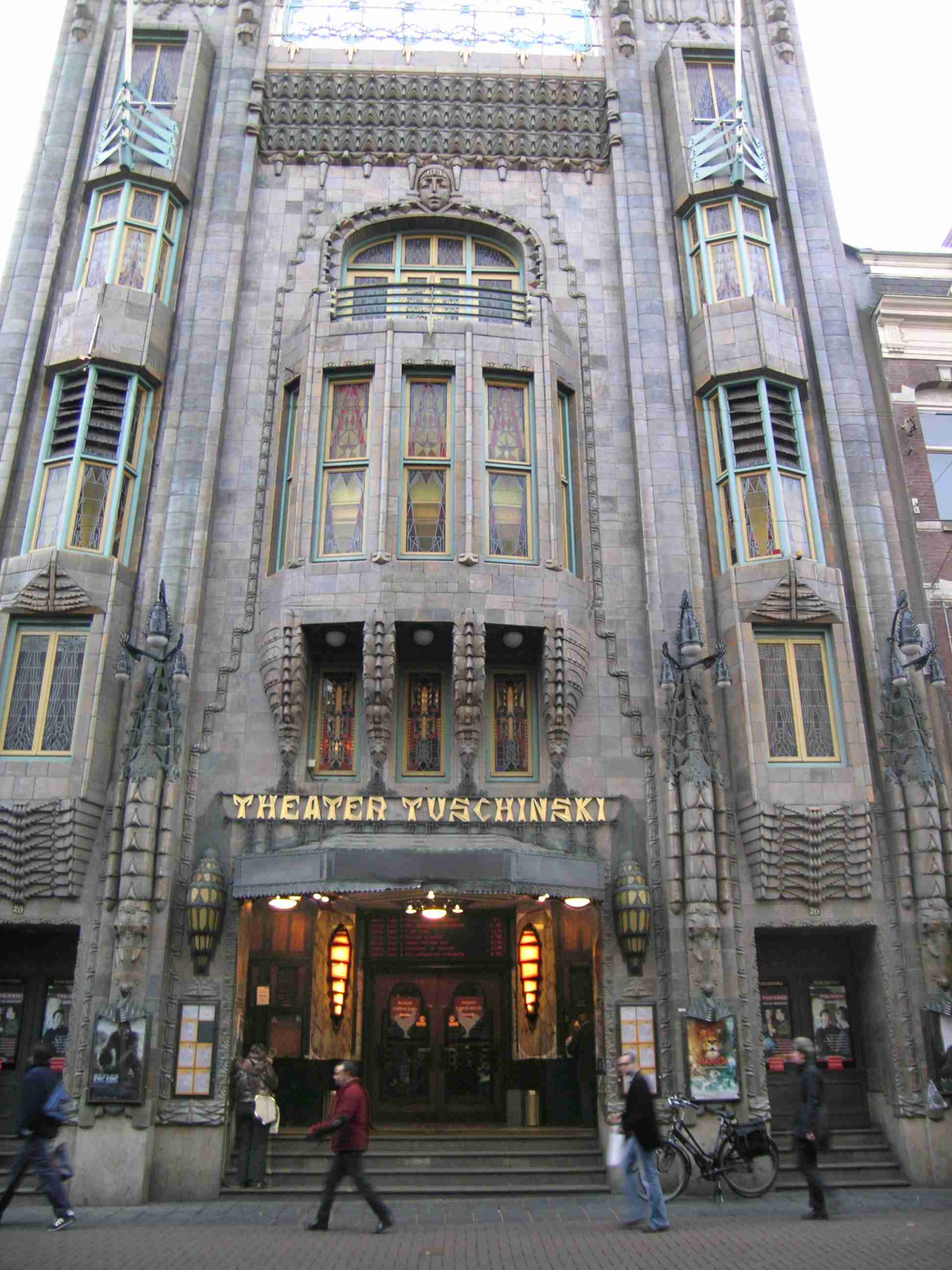

圖申斯基劇場（Theater Tuschinski）是荷蘭阿姆斯特丹的一座建築，現在被用作電影院。該建築修建於1921年，由波兰犹太裔的荷兰商人亚伯拉罕·图申斯基建造，耗資300萬荷蘭盾，設計者是Hijman Louis de Jong。建築的設計風格是新藝術運動和裝飾風藝術。這座劇場也被認為是世界上最美麗的劇場之一。

## 外部連結
- （荷兰文） Pathé Tuschinski （页面存档备份，存于）
- Tuschinski cinema in Amsterdam （页面存档备份，存于） - history of the theater
- Tuschinski Theater in the past （页面存档备份，存于）